# Wohn- und Wirtschaftsgebäude Klein Hollwedel 5
Das Wohn- und Wirtschaftsgebäude Klein Hollwedel 5 in Bassum-Hollwedel, 6 km nördlich vom Kernort Bassum entfernt, wurde im 19. Jahrhundert gebaut. Es wird heute als Wohnhaus genutzt.
Das Gebäude ist ein Baudenkmal in Bassum.

## Geschichte
Das giebelständige baumumstandene Hallenhaus in Fachwerk mit Steinausfachungen, reetgedecktem Krüppelwalmdach, Niedersachsengiebel mit Uhlenloch und niedersächsischen Pferdeköpfen und Inschrift im Giebelbalken über der Grooten Door mit Korbbogen wurde im 19. Jahrhundert gebaut. Auffällig ist das enge Raster im Fachwerk.
Zum Anwesen gehören weitere Nebengebäude.